# Ifj. Szlávics László kultikus ős-pénz sorozata
A Kultikus ős-pénz sorozat ifj. Szlávics László által létrehozott, egymáshoz lazán kapcsolódó alkotásokból álló műtárgyegyüttes.

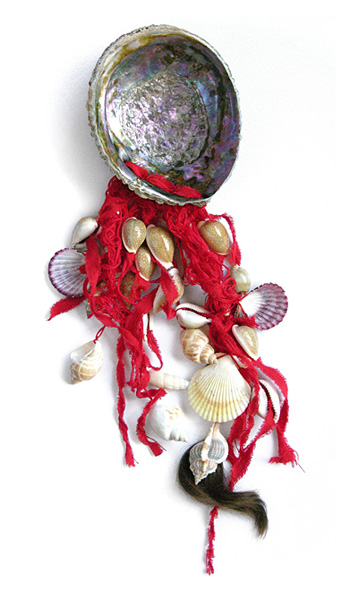
ifj. Szlávics László: Kultikus ős-pénz, 2004, kagyló, textil, haj, vegyes technika, 150x430 mm

Az első darabok 1996–1997, majd egy második sorozat 2003–2004 között készültek. Az alkotások egy fiktív kultúra tárgyai, a művész elnevezése szerint kultikus ős-pénzek. A szakmai körökben nagy feltűnést keltő alkotások számos kiállításon láthatóak voltak, darabjai megtalálhatóak rangos hazai és külföldi gyűjteményekben.
Az egész sorozat szellemiségében az ősi kultúrák művészete cseng vissza, és az ős-pénzek funkciójának mind kultikus, mind az értékeket képviselő oldala maradéktalanul megvalósul. Darabjai a részletekben hitelesek, de az összképet illetően napjaink művészeti törekvéseit valósítják meg. Ennek az ellentmondásnak a feloldása és egyfajta artisztikum megteremtése ifj. Szlávics László e műveinek legfőbb érdeme.

## Kiállításai
- 1997 – Határesetek az éremművészetben, Magyar Képzőművészek és Iparművészek Szövetsége Érem Szakosztály kiállítása, Budapest
- 1998 – 6. Országos Faszobrászati Kiállítás, Nagyatád
- 1998 – XI. Országos Érembiennále Díjazottainak Kiállítása, Lábasház, Sopron
- 1998 – Art Medal World Congress FIDEM XXVI., Hága
- 1999 – XII. Országos Érembiennále, Lábasház, Sopron
- 2003 – A százados úti művésztelep évtizedei, Budapesti Történeti Múzeum, Budapest
- 2004 – Művészpénz - Artistmoney kiállítás, Nádor Galéria, Budapest
- 2004 – XIV. Országos Érembiennále Díjazottainak Kiállítása, Lábasház, Sopron
- 2005 – Határesetek az éremművészetben III., Magyar Képzőművészek és Iparművészek Szövetsége Érem Szakosztály kiállítása, Budapest–Pécs
- 2006 – ifj. Szlávics László önálló kiállítása, Magyar Képzőművészek és Iparművészek Szövetsége Árkád Galéria, Budapest.
- 2006 – III. Kortárs Keresztény Ikonográfiai Biennále – Oltár, Cifrapalota, Kecskemét
- 2006 – 2006 az érmészetben, Országos Pedagógiai Könyvtár és Múzeum, Budapest,
- 2007 – A szóra bírt műtárgy. Új szerzemények, új eredmények az 50 éves Magyar Nemzeti Galériában, Budapest
- 2009 – ÖTVEN, ifj. Szlávics László önálló kiállítása, Keve Galéria, Ráckeve
- 2009 – ifj. Szlávics László önálló kiállítása, Körmendi Galéria, Sopron
- 2009 – ifj. Szlávics László önálló kiállítása, Lábasház, Sopron
- 2013 – VI. Kortárs Keresztény Ikonográfiai Biennále – Angyalok, Cifrapalota, Kecskemét

## Gyűjteményekben

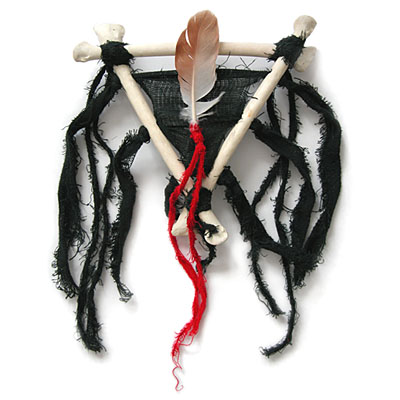
ifj. Szlávics László: Angyali üdvözlet, csont, textil, toll stb., vegyes technika, 180x240 mm, 2003

- Rijksmuseum Het Koninklijk Penningkabinet, Királyi Éremtár, Leiden, Hollandia
- Magyar Nemzeti Galéria, Budapest
- Katona József Múzeum, Kecskemét
- Körmendi–Csák-gyűjtemény, Sopron
- British Museum, London, Egyesült Királyság
- Barabás Collection, Budapest